# 板星珊瑚
板星珊瑚（學名：Septastraea），又名隔板珊瑚，是一屬已滅絕的珊瑚，生存於中新世至更新世。生活在溫暖淺海的礁石上。其群體為不規則瘤狀體，有時形成枝，枝上有眾多的珊瑚蟲。珊瑚蟲單體間連接十分緊密，多有共同的壁，因而形成蜂窩狀的外表。板星珊瑚一般有12個隔板，每個均抵達珊瑚單體的中心。珊瑚蟲個體的內部還有一些薄的鱗板。

## 外部連結
- Septastraea in the Paleobiology Database